# 1969 w literaturze
Wydarzenia literackie w 1969 roku.

## Wydarzenia
- w Kielcach odbył się Ogólnopolski Zjazd Młodych Pisarzy

## Proza beletrystyczna i literatura faktu

### Język polski
- Wiesław Andrzejewski – Połykacze ognia
- Andrzej Chciuk – Atlantyda
- Joanna Chmielewska – Krokodyl z Kraju Karoliny (Spółdzielnia Wydawnicza „Czytelnik”)[1]
- Gustaw Herling-Grudziński – Upiory rewolucji
- Józef Mackiewicz – Nie trzeba głośno mówić
- Czesław Miłosz – Widzenia nad zatoką San Francisco
- Aleksander Minkowski
  - Nasturcja i Lew (Wydawnictwo „Nasza Księgarnia”)[2]
  - Niezwykłe lato Izydora i spółki (Wydawnictwo „Nasza Księgarnia”)[3]
  - Pieszczoch (Wydawnictwo Harcerskie)[4]
  - Podróż na wyspę Borneo (Wydawnictwo Harcerskie)[5]
- Edmund Niziurski – Siódme wtajemniczenie (Wydawnictwo Śląsk)[6]
- Marek Nowakowski – Przystań (Czytelnik)
- Wojciech Żukrowski – Lotna

### Inne języki
- Bohumil Hrabal – Pociągi pod specjalnym nadzorem (Ostře sledované vlaky)
- Agatha Christie – Wigilia Wszystkich Świętych (Hallowe'en Party)
- Philip K. Dick
  - Elektryczna mrówka (The Electric Ant)
  - Galaktyczny Druciarz (Galactic Pot-Healer)
  - Ubik
- John Fowles – Kochanica Francuza (The French Lieutenant's Woman)
- Slavko Janevski – Zawzięci (Тврдоглави)
- Mario Vargas Llosa – Rozmowa w „Katedrze” (Conversación en La Catedral)
- Vladimir Nabokov – Ada albo Żar. Kronika rodzinna (Ada or Ardour. A Family Chronicle)
- Mario Puzo – Ojciec chrzestny (The Godfather)
- Philip Roth – Kompleks Portnoya (Portnoy's Complaint)
- Julian Siemionow – Siedemnaście mgnień wiosny (Семнадцать мгновений весны)
- Isaac Bashevis Singer – Golem
- Kurt Vonnegut – Rzeźnia numer pięć (Slaughterhouse-five, or The Children's Crusade)

## Nowe dramaty
- polskojęzyczne
  - Helmut Kajzar – Pater noster
  - Tadeusz Różewicz – Stara kobieta wysiaduje

## Nowe poezje
- polskojęzyczne
  - Edward Balcerzan – Granica na moment
  - Stanisław Grochowiak – Nie było lata
  - Jerzy Harasymowicz
    - Zielony majerz
    - Madonny polskie

  - Zbigniew Herbert – Napis
  - Ryszard Krynicki – Akt urodzenia
  - Józef Łobodowski – Jarzmo kaudyńskie (wybór wierszy)
  - Tadeusz Różewicz – Regio
- inne
  - Basil Bunting – Collected Poems (Wiersze zebrane)
  - Vladimir Nabokov – Poems and Problems (Wiersze i problemy)
  - James Schuyler – Freely Espousing
  - Donald Davie – Events and Wisdoms[7]
  - Elizabeth Jennings – The Animals’ Arrival[8]
  - Charles Causley – Figure of 8[8]

## Nowe prace naukowe
- polskojęzyczne
  - Michał Głowiński – Powieść młodopolska. Studium z poetyki historycznej
- inne
  - Bellarmino Bagatti – Excavations in Nazareth. Vol. I. From the beginning till the XII Century
  - Michel Foucault – Archeologia wiedzy (L'archéologie du savoir)

## Urodzili się
- 3 stycznia – Marie Darrieussecq, francuska pisarka
- 12 stycznia – David Mitchell, brytyjski powieściopisarz
- 17 stycznia – Lukas Moodysson, szwedzki reżyser, pisarz i poeta[9]
- 19 stycznia – Edwidge Danticat, amerykańska pisarka pochodzenia haitańskiego
- 8 lutego – Mary Robinette Kowal, amerykańska pisarka science fiction i fantasy
- 27 lutego – Stuart MacBride, szkocki pisarz thrillerów[10]
- 20 kwietnia – Wulf Dorn, niemiecki pisarz i dziennikarz
- 10 maja – John Scalzi, amerykański pisarz
- 14 czerwca – Michael Gerber, amerykański pisarz
- 16 lipca – Ołeś Buzyna, ukraiński dziennikarz i pisarz (zm. 2015)
- 19 lipca – Kelly Link, amerykańska pisarka
- 23 lipca – Kai Meyer, niemiecki pisarz fantastyki
- 23 sierpnia – Benjamin Rosenbaum, amerykański autor fantastyki
- 24 sierpnia – Gergely Homonnay(inne języki), węgierski pisarz i dziennikarz (zm. 2022)
- 28 września – Anant Kumar, niemiecki pisarz indyjskiego pochodzenia
- 14 listopada – Daniel Abraham, amerykański pisarz
- 30 listopada – David Auburn(inne języki), amerykański dramaturg
- 12 grudnia – Sophie Kinsella, brytyjska pisarka
- Alafair Burke, amerykańska pisarka powieści kryminalnych
- Hałyna Petrosaniak, ukraińska poetka i tłumaczka
- Joe Schreiber, amerykański pisarz s-f

## Zmarli
- 13 lutego – Kazimierz Wierzyński, polski poeta, prozaik, eseista (ur. 1894)
- 21 lutego – Icyk Manger, żydowski poeta i pisarz tworzący w jidysz (ur. 1901)
- 7 marca – Anna Kowalska, polska pisarka, nowelistka (ur. 1903)
- 26 marca – John Kennedy Toole, amerykański pisarz (ur. 1937)
- 22 kwietnia – Waldemar Babinicz, polski pisarz i publicysta (ur. 1902)
- 14 czerwca – Marek Hłasko, polski pisarz (ur. 1934)
- 18 czerwca – Jerzy Zawieyski, polski dramatopisarz, prozaik, eseista (ur. 1902)
- 10 lipca – Roman Pisarski, polski pisarz (ur. 1912)
- 25 lipca – Witold Gombrowicz, polski powieściopisarz, nowelista i dramaturg (ur. 1904)
- 7 sierpnia – Oldřich Wenzl, czeski poeta (ur. 1921)
- 27 sierpnia – Ivy Compton-Burnett(inne języki), angielska powieściopisarka (ur. 1884)
- 13 października – Jan Kurczab, polski pisarz (ur. 1907)
- 14 października – Leon Pasternak, polski poeta, satyryk, działacz polityczny (ur. 1910)
- 15 października – Stanisław Maria Saliński, polski pisarz (ur. 1902)
- 21 października – Jack Kerouac, amerykański autor z grupy Beat Generation (ur. 1922)
- 27 października – Giorgio Scerbanenco, włoski pisarz (ur. 1911)
- 10 listopada – Tadeusz Peiper, polski poeta, krytyk literacki, teoretyk poezji, eseista (ur. 1891)
- 15 listopada – Sei Itō, japoński pisarz (ur. 1905)
- 2 grudnia – José María Arguedas, peruwiański pisarz (ur. 1911)

## Nagrody
- Nagroda Kościelskich – Jan Darowski, Urszula Kozioł, Jerzy Kwiatkowski, Mieczysław Paszkiewicz, Alina Witkowska
- Nagroda Nobla – Samuel Beckett
- Nagroda Pulitzera (poezja) – George Oppen(inne języki) za Of Being Numerous
- Orle Pióro – Alina i Czesław Centkiewiczowie